# تپه اطراف شهر سوخته ۳۴۰
تپه اطراف شهر سوخته شماره ۳۴۰ مربوط به هزاره سوم قبل از میلاد است و در شهرستان زابل، بخش شیب آب، دهستان لوتک، روستای حومه شهر سوخته، ۱۱ کیلومتری جنوب شرق پایگاه باستان‌شناسی واقع شده و این اثر در تاریخ ۱۳ آبان ۱۳۸۶ با شمارهٔ ثبت ۱۹۷۶۷ به‌عنوان یکی از آثار ملی ایران به ثبت رسیده است.